# Hold My Body Tight
Hold My Body Tight è una canzone della boy band britannica East 17, estratta come quinto ed ultimo singolo dal secondo album del gruppo Steam del 1994.
Il video è stato diretto da Lawrence Watson.

## Tracce
1. Hold My Body Tight (7" Radio Edit)  3:37
2. Hold My Body Tight (Tony Mortimer Remix)  3:40
3. Hold My Body Tight (Danny Tenaglia Vocal Mix)  7:57
4. Hold My Body Tight (Delta House Of Funk Mix)  4:44

## Classifiche
| Chart (2007) | Peak position |
| ------------ | ------------- |
| Svizzera     | 28            |
| Francia      | 23            |
| Olanda       | 20            |
| Belgio       | 27            |
| Australia    | 73            |
| UK           | 12            |
| Lituania     | 9             |